# Gare de Kispest
La gare de Kispest (hongrois : Kispest vasútállomás, prononcé [ˈkiʃpɛʃt ˈvɒʃuːtaːllomaːʃ]) est une gare ferroviaire secondaire de Budapest.

## Services voyageurs

### Desserte
Il s'agit d'une gare affectée au transport de marchandises.